# Gordejewka (Brjansk)
Gordejewka (russisch Горде́евка) ist ein Dorf (selo) in der Oblast Brjansk in Russland mit 3109 Einwohnern (Stand 14. Oktober 2010).

## Geographie
Der Ort liegt gut 160 km Luftlinie westsüdwestlich des Oblastverwaltungszentrums Brjansk und gut 10 km von der Staatsgrenze zu Belarus entfernt am Flüsschen Pokonka, das etwa 8 km südlich in den rechten Nebenarm Wetka des Flusses Iput mündet.
Gordejewka ist Verwaltungszentrum des Rajons Gordejewski sowie Sitz der Landgemeinde Gordejewskoje selskoje posselenije, zu der weiterhin die vier Dörfer Pokon (7 km südlich), Schownez (10 km südlich), Sawod-Korezki (8 km südsüdwestlich) und Weliki Bor (6 km südwestlich) sowie die vier Siedlungen (possjolok) Medwedowka (12 km südsüdwestlich), Schamry (10 km südsüdwestlich), Seljony Klin (2 km nordöstlich) und Smely (6 km südsüdwestlich) gehören.

## Geschichte
Als Gründungsjahr gilt 1704, als der Regimentsschreiber Gordei Nossikewitsch aus Starodub die Erlaubnis erhielt, an Stelle des heutigen Ortes eine Wassermühle zu errichten. Um die Mühle entstand bald eine als Sloboda bezeichnete Ansiedlung, die nach dem Gründer zunächst Gordejewa Buda genannt wurde und in der Zeit der Zugehörigkeit des Gebietes zum Hetmanat bis 1782 dessen Hundertschaft (sotnja) Nowoje Mesto des Regiments Starodub unterstellt war.
Nach Bildung des Gouvernements Tschernigow kam das Dorf zu dessen Ujesd Surasch und wurde 1861 – bereits unter der heutigen Namensform – Sitz einer Wolost. 1929 wurde Gordejewka nach mehreren administrativen Umgestaltungen in der frühen sowjetischen Periode Verwaltungssitz eines nach ihm benannten Rajons.
Im Zweiten Weltkrieg wurde Gordejewka am 20. August 1941 von der deutschen Wehrmacht besetzt und am 27. September 1943 von der Roten Armee zurückerobert.
1963 wurde der Rajon aufgelöst und sein Territorium dem Klinzowski rajon (mit Sitz in Klinzy) zugeordnet. 1966 kam der westliche Teil des Gebietes zum 1963 aufgelösten und nun wiederhergestellten Krasnogorski rajon (mit Sitz in Krasnaja Gora); Gordejewka selbst verblieb beim Klinzowski rajon. 1985 wurde der Rajon in den früheren Grenzen neu ausgewiesen.

### Bevölkerungsentwicklung
| Jahr | Einwohner |
| ---- | --------- |
| 1897 | 1776      |
| 1939 | 2506      |
| 1959 | 2292      |
| 1989 | 2742      |
| 2002 | 3066      |
| 2010 | 3109      |

Anmerkung: Volkszählungsdaten

## Verkehr
Durch das Dorf verläuft die Regionalstraße 15K-1302, die von der knapp 30 km südöstlich gelegenen Stadt Klinzy (unweit verläuft die föderale Fernstraße A240) mit dem Gordejewka nordwestlich benachbarten Rajonzentrum Krasnaja Gora verbindet. Zunächst nach Nordosten zweigt die 15K-2501 in die ebenfalls knapp 30 km entfernte Stadt Surasch ab, das östlich benachbarte Rajonzentrum.
In Klinzy an der Strecke Brjansk – Homel (Belarus) sowie Surasch an der Strecke Unetscha – Krytschau (Belarus) befinden sich etwa gleich weit entfernt auch die nächstgelegenen Bahnstationen.
Südlich am Gordejewka vorbei verlief die Hauptstrecke Mirny – Surasch eines über 80 km langen Schmalspurnetzes (Spurweite 750 mm), das ab den 1950er-Jahren hauptsächlich dem Abtransport von Torf aus den Mooren westlich des im äußersten Südwesten des Rajons gelegenen Mirny diente. Infolge der Kontamination weiter Teile des Gebietes durch die Nuklearkatastrophe von Tschernobyl 1986 kam die Torfproduktion weitgehend zum Erliegen, und die Bahnstrecke wurde spätestens in den 1990er-Jahren stillgelegt und danach größtenteils abgebaut. 